# Micromeria inodora
Micromeria inodora là một loài thực vật có hoa trong họ Hoa môi. Loài này được (Desf.) Benth. mô tả khoa học đầu tiên năm 1834.